# Tiran (ö)
Tiran (arabiska: تيران) är en ö i nordvästra Saudiarabien. Arean är 62 kvadratkilometer.
Tiran har gett namn åt Tiransundet mellan Sinaihalvön och Arabiska halvön, med Röda havet i söder och Aqabaviken i norr.
Tiran, liksom den närliggande ön Sanafir, har tidigare tillhört, eller åtminstone administrerats av, Egypten. Öarna har dock överlämnats till Saudiarabien, efter ett initialt egyptiskt beslut 2016, som kunde verkställas formellt efter nödvändiga godkännanden 2022.